# Statu quo ante bellum
Statu quo ante bellum és un terme llatí que vol dir 'l'estat de les coses abans de la guerra'.
Aquesta expressió era usada en tractats per a referir-se a la retirada de les tropes enemigues i el retorn de les condicions prèvies a la guerra. Quan s'utilitza com a tal, indica que cap dels costats combatents va perdre o va guanyar territori o drets polítics i econòmics. Això contrasta amb el uti possidetis iure, en el qual algun bàndol conserva algun territori o propietat dels que controlava en acabar el conflicte.

## Exemples
Casos de statu quo ante bellum s'han presentat a:
- Ocupació britànica de Manila, durant la guerra dels Set Anys, després d'un setge prolongat, una flota anglesa va aconseguir assaltar la ciutat el 5 d'octubre de 1762. El control britànic de Manila es va mantenir fins a 1764, després de la signatura del Tractat de París (1763), en el que van haver de retornar-la per l''statu quo ante bellum.
- Guerra anglo-americana de 1812-1815: Aquesta va finalitzar amb el Tractat de Gant. Encara que els britànics desitjaven aplicar el uti possidetis iure, la victòria nord-americana a la batalla de Plattsburgh va pesar a l'hora de signar un tractat que deixés sense pèrdues ni guanys territorials a ambdós bàndols.
- Guerra Iran-Iraq: Després de gairebé 8 anys de guerra, l'Iraq va acceptar finalment la possessió iraniana de Shatt al-Arab, deixant les fronteres en les mateixes condicions prèvies a la guerra.
- Guerra de les Malvines: Aquesta guerra va acabar amb una victòria del Regne Unit, la qual cosa va deixar les illes novament sota control britànic, i no va donar cap solució a la disputa sobre aquestes.
- Guerra de Kargil: En aquest conflicte, tropes pakistaneses van envair territori de l'Índia. La guerra va finalitzar quan totes les tropes del Pakistan van ser expulsades de territori indi.